# Martin Hikel
Martin Hikel (* 30. April 1986 in Ost-Berlin) ist ein deutscher Politiker (SPD). Er ist seit 2018 Bezirksbürgermeister des Berliner Bezirks Neukölln. Zuvor war er von 2016 bis 2018 SPD-Fraktionsvorsitzender in der Bezirksverordnetenversammlung von Berlin-Neukölln. Seit 2024 ist er gemeinsam mit Nicola Böcker-Giannini Vorsitzender der SPD Berlin.

## Beruflicher Werdegang
Der gebürtige Friedrichshainer legte im Jahr 2005 an der Albert-Einstein-Oberschule im Berliner Ortsteil Britz (Bezirk Neukölln) das Abitur ab und leistete im Anschluss bis 2006 Zivildienst in einem Wohnheim für geistig behinderte Menschen. Im Jahr 2006 begann Hikel an der Freien Universität Berlin ein Studium der Politikwissenschaften und der Mathematik auf Lehramt, das er 2013 mit dem akademischen Grad Master of Education abschloss.
Nach einer Tätigkeit als pädagogischer Mitarbeiter im Anton-Schmaus-Haus, einer Kinder- und Jugendeinrichtung der SJD – Die Falken in Britz, absolvierte Hikel in den Jahren 2014 bis 2016 ein Lehramtsreferendariat an einer Berliner Schule. Anschließend war er bis zu seiner Wahl zum Bezirksbürgermeister im März 2018 Politik- und Mathematiklehrer an der John-F.-Kennedy-Schule in Berlin-Zehlendorf.

## Politik
Hikel trat im Jahr 2005 in die SPD ein und ist seit 2008 Mitglied des geschäftsführenden Vorstands der SPD-Abteilung Rudow. In den Jahren 2009 bis 2013 war er Vorsitzender des Jungsozialisten-Kreisverbands Neukölln.
Bei den Berliner Wahlen 2011 wurde Hikel in die Bezirksverordnetenversammlung von Berlin-Neukölln gewählt, wo er Mitglied in den Ausschüssen Verkehr und Tiefbau, Verwaltung und Gleichstellung sowie Jugendhilfe wurde.
Im Jahr 2016 wählte ihn die SPD-Fraktion der Bezirksverordnetenversammlung zum neuen Fraktionsvorsitzenden. Als solcher gehört er auch dem Kreisvorstand der SPD Neukölln an.
Zudem ist Hikel seit 2014 Vorsitzender der SPD-Abteilung Rudow. Bei den Berliner Wahlen 2016 kandidierte Hikel im Wahlkreis Neukölln 7 auch für das Abgeordnetenhaus von Berlin, verpasste jedoch den Einzug.
Nachdem die bisherige Bezirksbürgermeisterin Franziska Giffey als neue Bundesfamilienministerin in die Bundesregierung gewechselt war, schlug die SPD-Fraktion Hikel am 16. März 2018 offiziell als Nachfolger vor.
Am 21. März 2018 wählte ihn die Bezirksverordnetenversammlung von Berlin-Neukölln mit den Stimmen der SPD und von Bündnis 90/Die Grünen mit breiter Mehrheit zum neuen Bezirksbürgermeister. Zugleich wurde er als Dezernent für die Bereiche Finanzen und Wirtschaft sowie für das Straßen- und Grünflächenamt zuständig. Er war bei seinem Amtsantritt der jüngste Bürgermeister in Berlin.
Gemeinsam mit Nicola Böcker-Giannini kandidierte er bei den im Mai 2024 stattfindenden Wahlen für den SPD-Parteivorsitz in Berlin. Sie gewannen die Mitgliederbefragung mit 58 Prozent der abgegebenen Stimmen, wobei dies nicht bindend für den Parteitag war. Auf dem Parteitag am 25. Mai 2024 wurde er schließlich mit 65,5 Prozent der Stimmen gemeinsam mit Böcker-Giannini zum Parteivorsitzenden der SPD Berlin gewählt.

## Gesellschaftliches Wirken
Hikel engagiert sich in verschiedenen Organisationen, unter anderem im Verein Freunde Neuköllns, im Rudower Heimatverein und im Sozialverband Deutschland.
Darüber hinaus ist Hikel Mitglied der Gewerkschaft Erziehung und Wissenschaft.
Seit 2021 ist Hikel Mitglied der Fünften Landessynode der Evangelischen Kirche in Berlin-Brandenburg-schlesische Oberlausitz als Synodaler des Kirchenkreises Neukölln.

## Privates
Hikel ist verheiratet und hat ein Kind. Er ist 2,08 m groß.